# Улица Коста Хетагурова (Владикавказ)
Улица Коста́ Хетагу́рова (осет. Хетæгкаты Къостайы уынг) — улица во Владикавказе (Северная Осетия, Россия). Улица располагается в Иристонском муниципальном округе между улицами Чермена Баева и Комсомольской. Начинается от улицы Чермена Баева.

## Расположение
Улицу Коста Хетагурова пересекают улицы Гаппо Баева, Цаголова, Димитрова, Осетинская, Алибека Кантемирова, Койбаева и Кутузова.
На нечётной стороне улицы Коста Хетагурова заканчивается переулок Кривой. С чётной стороны улицы начинается переулок Иронский.

## История
Улица названа в память осетинского поэта Коста́ Хетагурова. Во Владикавказе есть также проспект Коста, также названный в честь К. Л. Хетагурова.
Улица стала формироваться в середине XIX века и была отмечена на картах города Владикавказа как Большая Рождественская улица.
8 апреля 1926 года улица Большая Рождественская была переименована в улицу Коста Хетагурова.
С 1939 по 1978 годы по улице проходила однопутная трамвайная линия 3-го маршрута.

## Значимые здания и учреждения
Памятники истории и культуры Северной Осетии
- д. 20/ Осетинская, 31 — памятник архитектуры. Дом Баевых[2];
- д. 23 — памятник истории. Здание школы, где в июне-октябре 1942 г. формировались подразделения штаба Северо-Кавказского военного округа, полевое управление Северной Группы войск Закавказского фронта и подразделения Первого полка народного ополчения[2];
- д. 23 — памятник монументального искусства. Горельеф Коста Левановича Хетагурова. Стенf южного фасада здания школы № 13[2].
- угол улицы Рождественской, 20 и улицы Хетагурова, 23 — Осетинская церковь с некрополем, являющиеся объектами культурного наследия федерального значения[2][3][4].